# Lithostege arizonata
Lithostege arizonata är en fjärilsart som beskrevs av Augustus Radcliffe Grote 1883. Lithostege arizonata ingår i släktet Lithostege och familjen mätare. Inga underarter finns listade i Catalogue of Life.